# Шофрынкань
Шофрынкань (рум. Șofrîncani) — село в Единецком районе Молдавии. Относится к сёлам, не образующим коммуну.

## География
Село расположено на высоте 162 метров над уровнем моря.

## Население
По данным переписи населения 2004 года, в селе Шофрынкань проживает 2073 человека (947 мужчин, 1126 женщин).
Этнический состав села:
| Национальность | Число жителей | Процентный состав |
| -------------- | ------------- | ----------------- |
| украинцы       | 1351          | 65.17             |
| молдаване      | 622           | 30.0              |
| русские        | 73            | 3.52              |
| гагаузы        | 10            | 0.48              |
| болгары        | 4             | 0.19              |
| румыны         | 1             | 0.05              |
| прочие         | 12            | 0.58              |
| Всего          | 2073          | 100%              |